# Лёгкие крейсера типа «Баия»
«Баи́я» (порт. Bahia) — тип лёгких крейсеров ВМС Бразилии. Всего построено 2 корабля: «Баия» (Bahia), «Риу-Гранде ду Сул» (Rio Grande do Sul). Разрабатывались под влиянием конструкции британских крейсеров типа «Эдвенчер». Построены на британских верфях фирмой «Виккерс» (Vickers). На момент вступления в строй являлись самыми быстроходными крейсерами мира.

## История создания
Проект разработан на основе английских скаутов типа «Эдвенчер». Наиболее быстрые корабли своего класса на момент вступления в строй (на испытаниях превысили 27 уз).

## Конструкция
Корабли водоизмещением 3105 тонн, длина 122,38 м — максимальная, 115,82 м — между перпендикулярами, ширина — 11,89-11,91 м на миделе, осадка 3,81 м носом, 4,75 м на миделе и 4,42 м кормой. Они были оснащены паровыми турбинами Парсонса и десятью котлами Ярроу с угольным отоплением, нормальный запас угля — 150 т, максимальный — 650 т.

## Служба
«Баия» — заложен 19 августа 1907 г., спущен 20 января 1909 г., вошёл в строй 2 марта 1910 г.
«Риу-Гранде ду Сул» — заложен 30 августа 1907 г., спущен 20 апреля 1909 г., вошёл в строй 14 мая 1910 г.
Составили основу бразильского патрульного отряда в 1917—1918 гг. В 1925 году модернизированы с установкой новых машин и котлов, скорость возросла до 28 узлов.
Крейсер «Баия» погиб в июле 1945 года при не совсем понятных обстоятельствах. По одним данным, он погиб от взрыва погребов боезапаса, а по другим — был потоплен неизвестной подводной лодкой. Командира немецкой подлодки U-977 Х. Шеффера (эта подлодка пришла 17.08.1945 г. в Аргентину) подозревали в потоплении «Баии». Но потом обвинение сняли.